# Passionsfenster (Beignon)

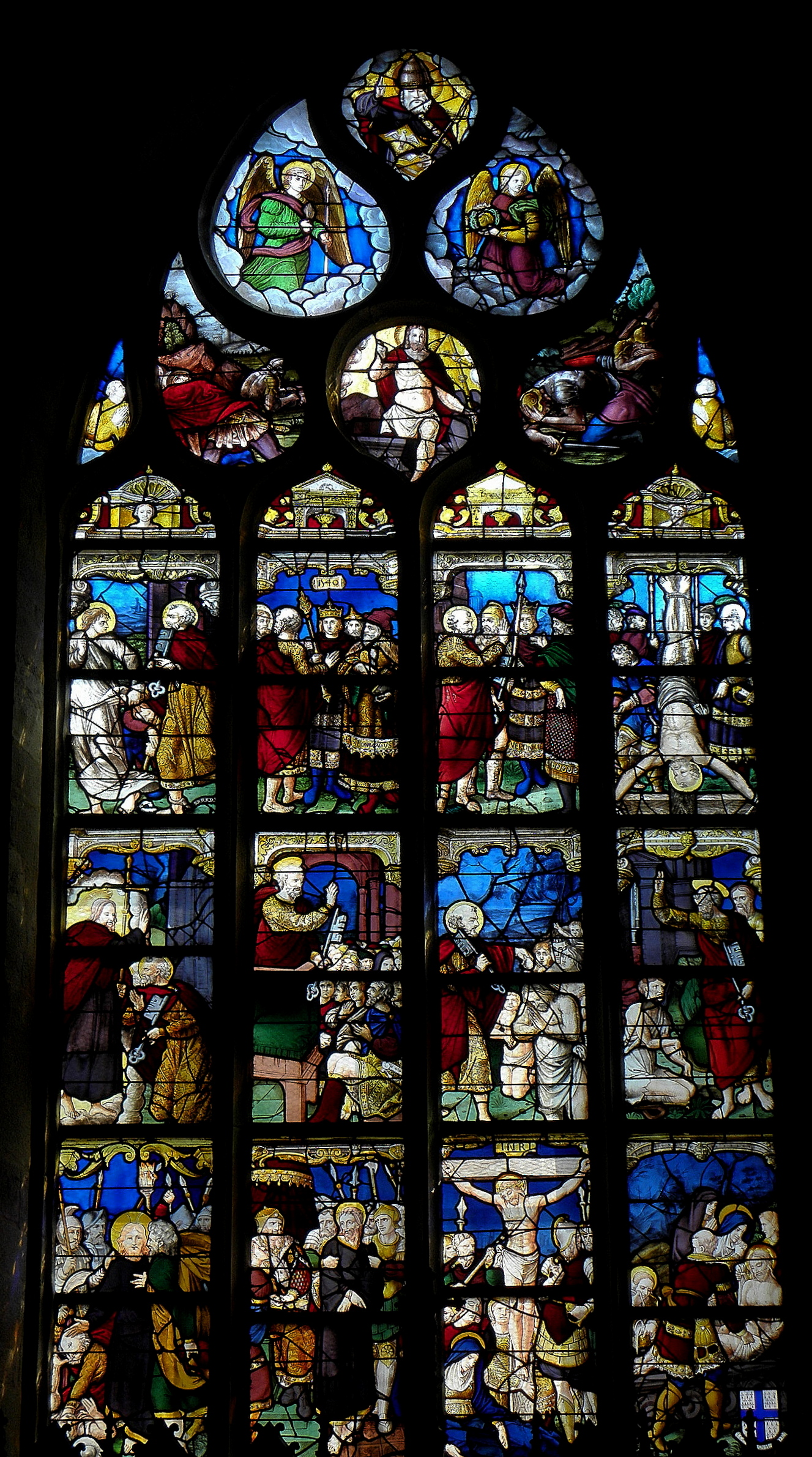
Passionsfenster in Beignon

Das Passionsfenster in der katholischen Kirche St-Pierre in Beignon, einer französischen Gemeinde im Département Morbihan in der Region Bretagne, wurde 1540 (die Jahreszahl befindet sich in der zweiten Szene von links auf der oberen Szenenfolge) geschaffen. Das Bleiglasfenster wurde 1912 als Monument historique in die Liste der geschützten Objekte (Base Palissy) in Frankreich aufgenommen.
Das zentrale Fenster im Chor wurde von einer unbekannten Werkstatt geschaffen. Es zeigt verschiedene Szenen aus dem Leben und dem Leidensweg Jesu. Daneben werden Szenen aus dem Leben des Apostels Petrus dargestellt. 
Um 1860 wurden Teile des Fensters vom Atelier E. Chappe in Nantes restauriert und die Anordnung der Szenen verändert.  
Neben dem Passionsfenster ist noch das Wurzel-Jesse-Fenster aus der Zeit der Renaissance in der Kirche erhalten.

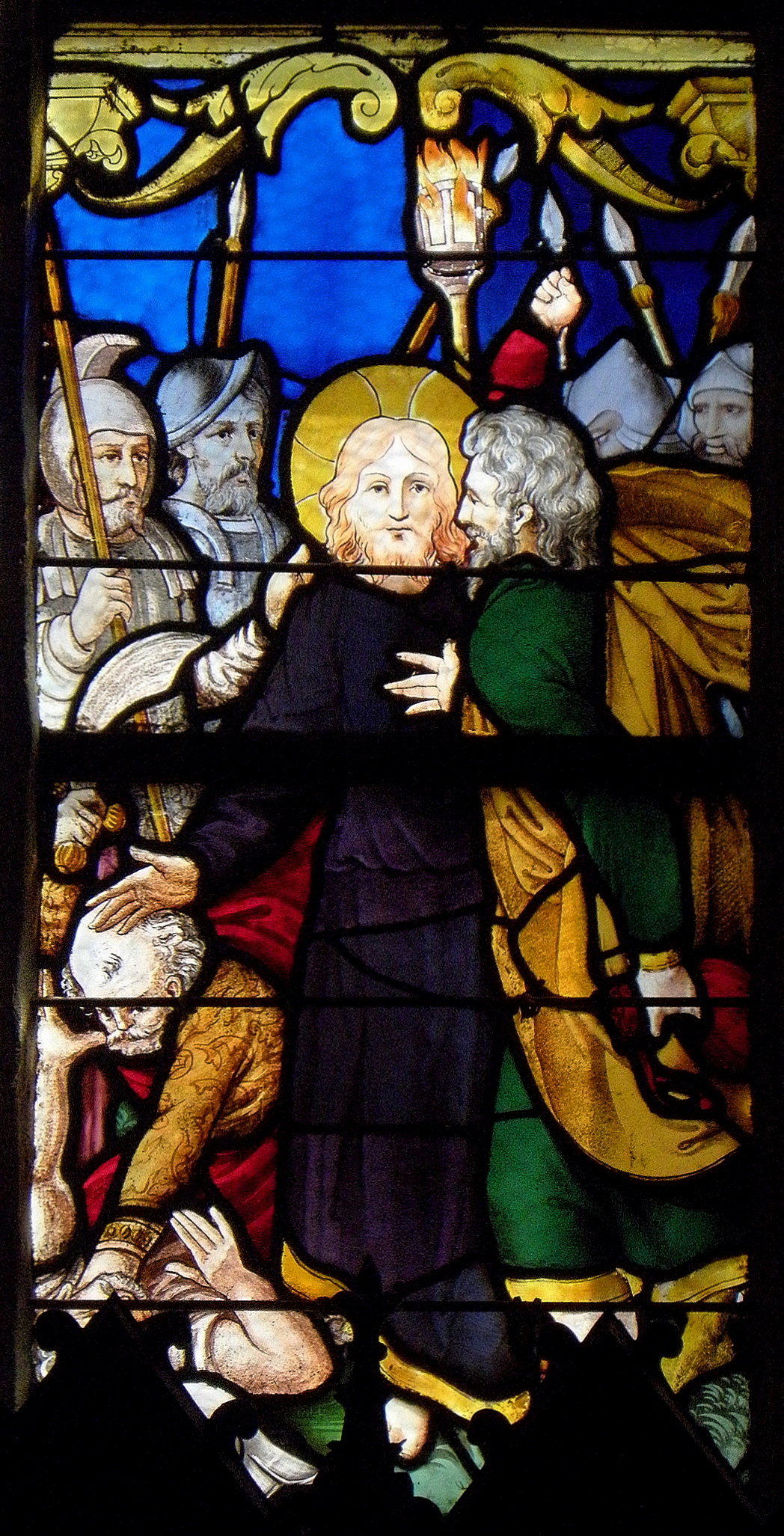
Judaskuss
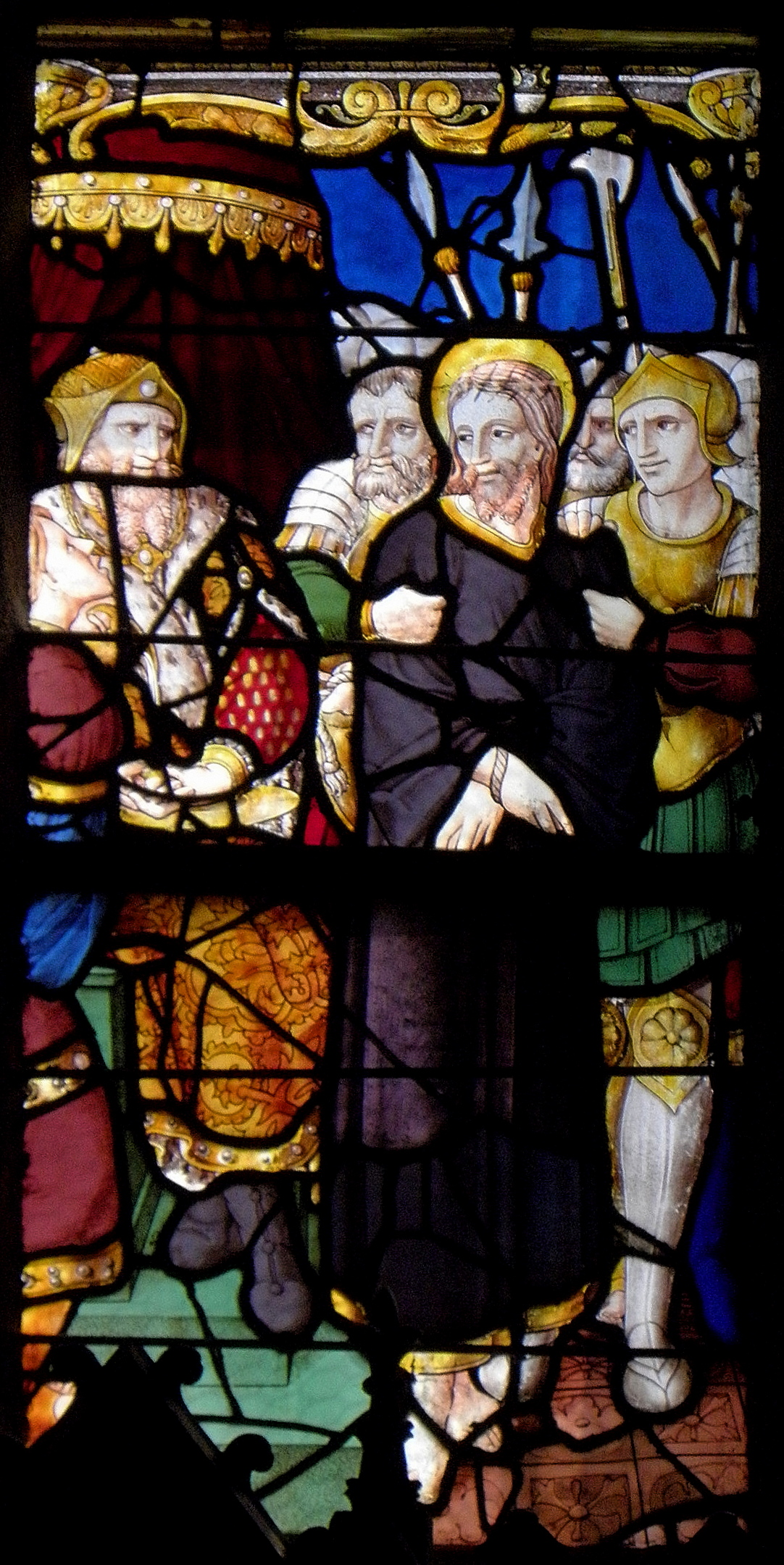
Pilatus wäscht sich die Hände in Unschuld
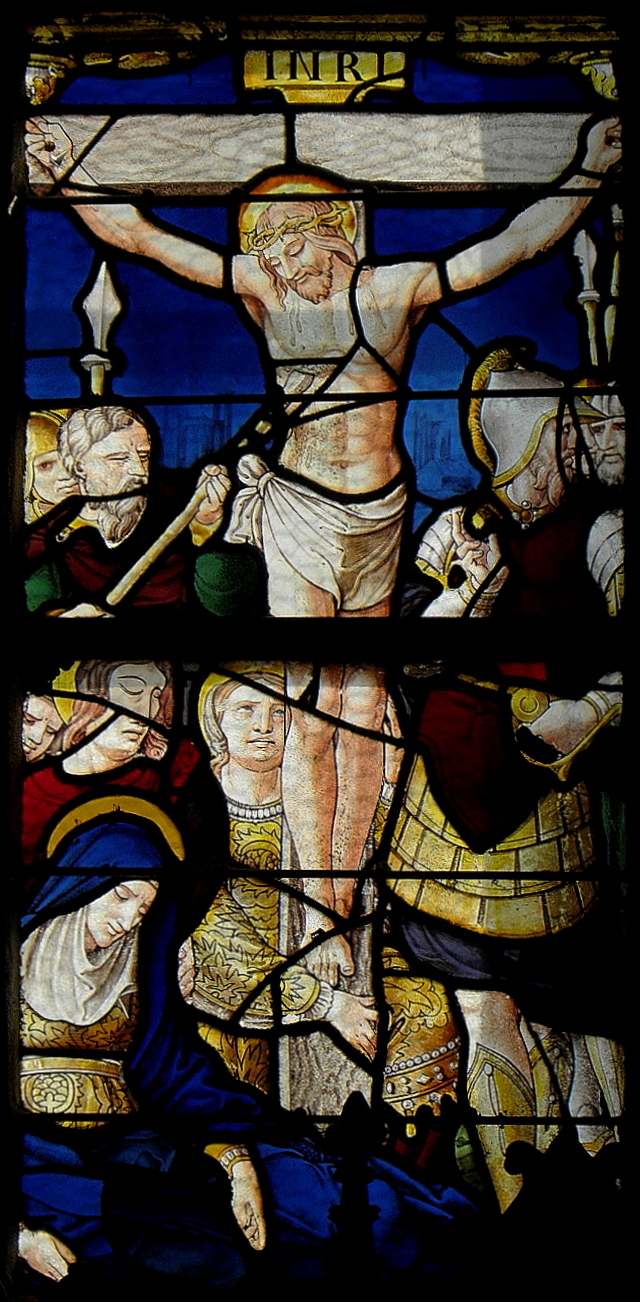
Kreuzigung
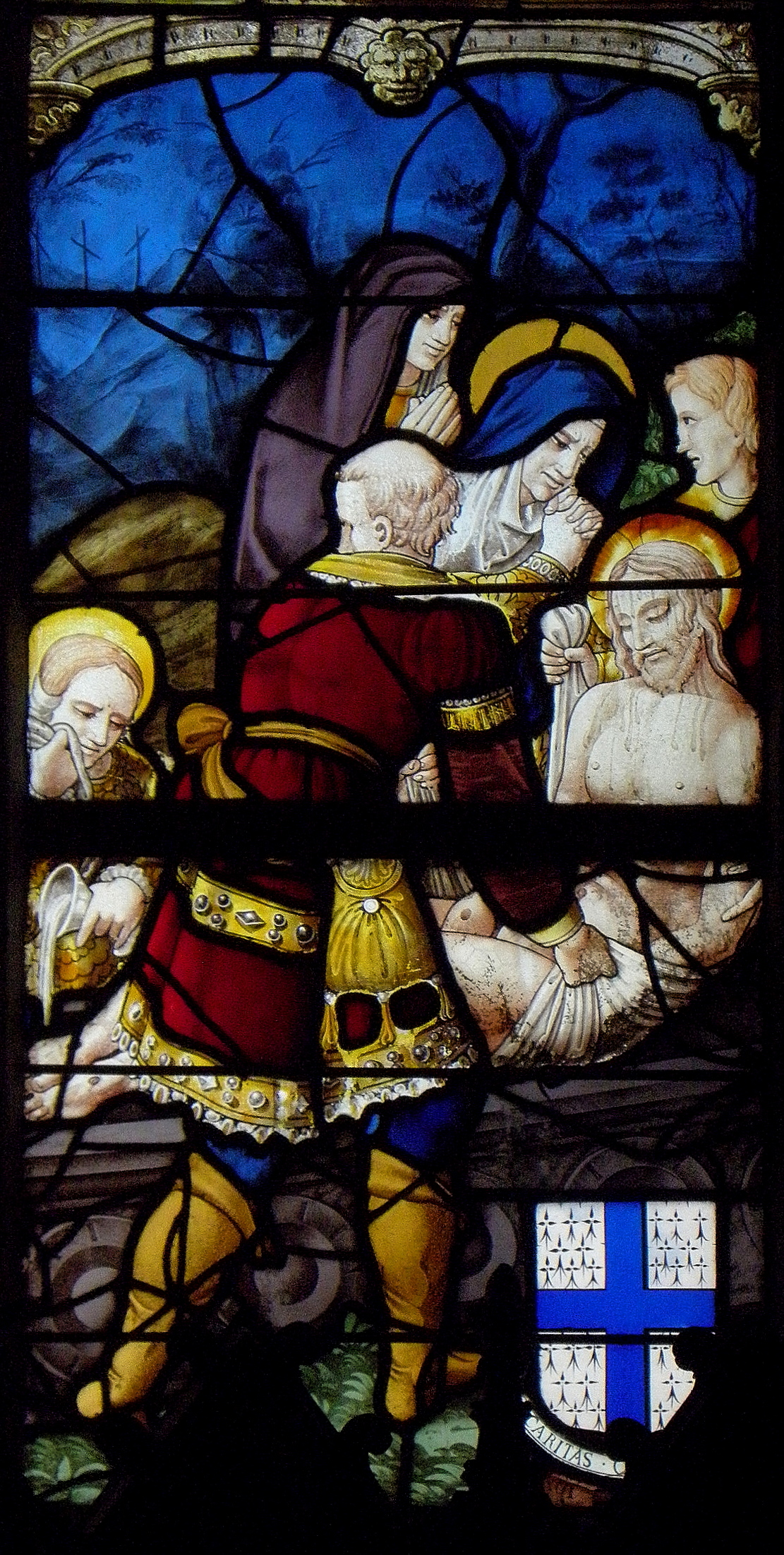
Grablegung Christi
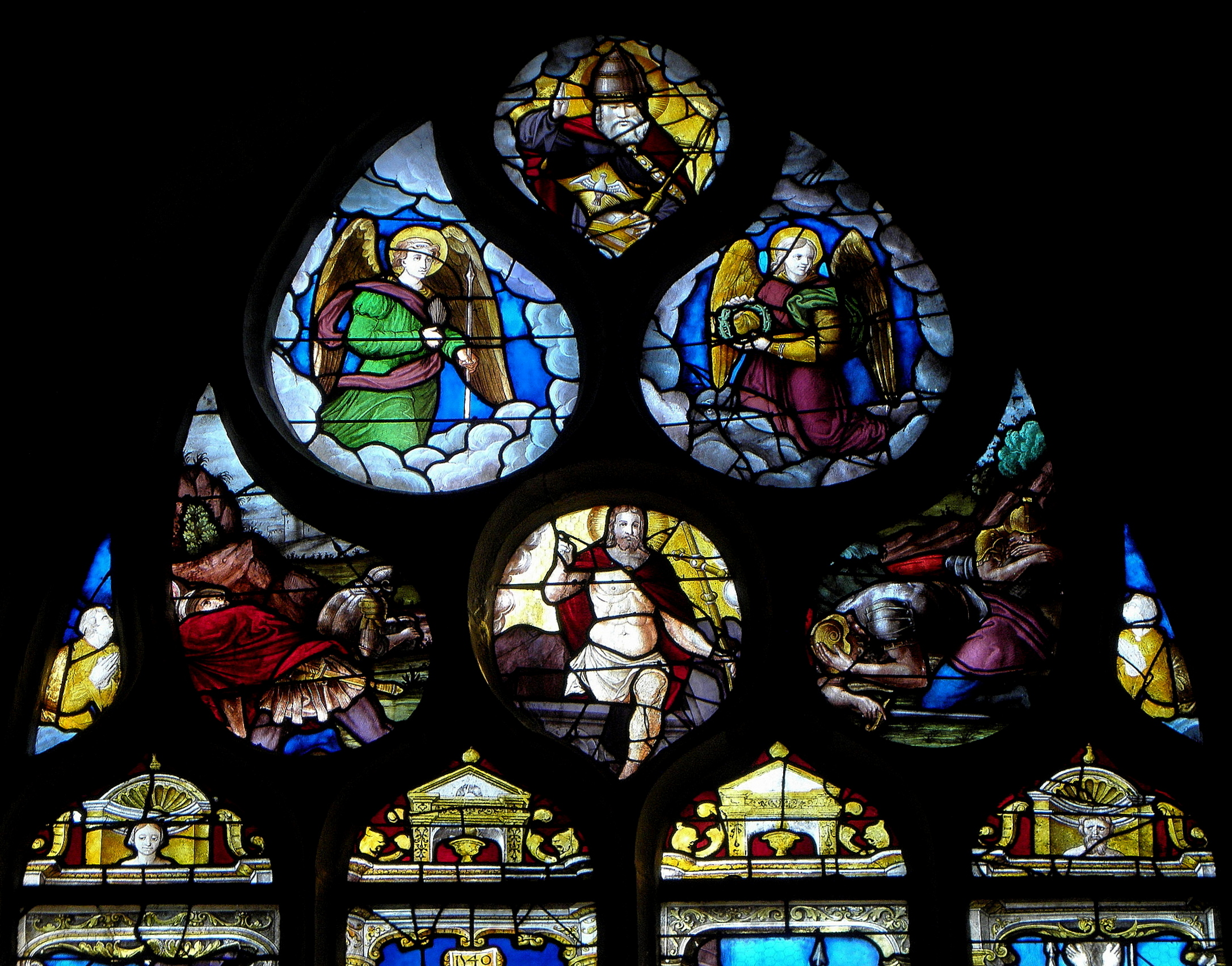
Maßwerk mit Gottvater, der Auferstehung Jesu Christi und Engeln (in den Händen Lanze und Dornenkrone)

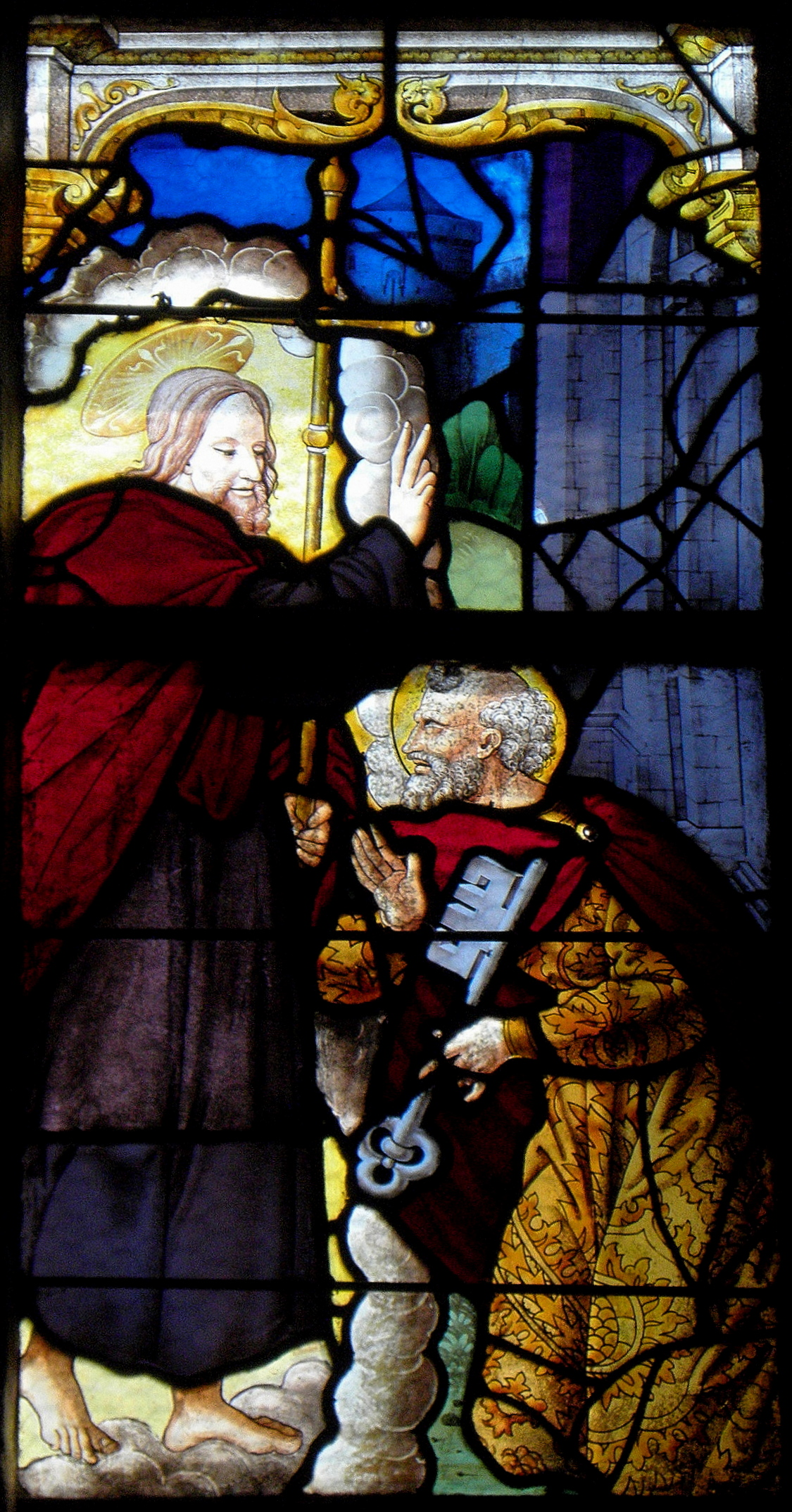
Jesus und Petrus mit Schlüssel
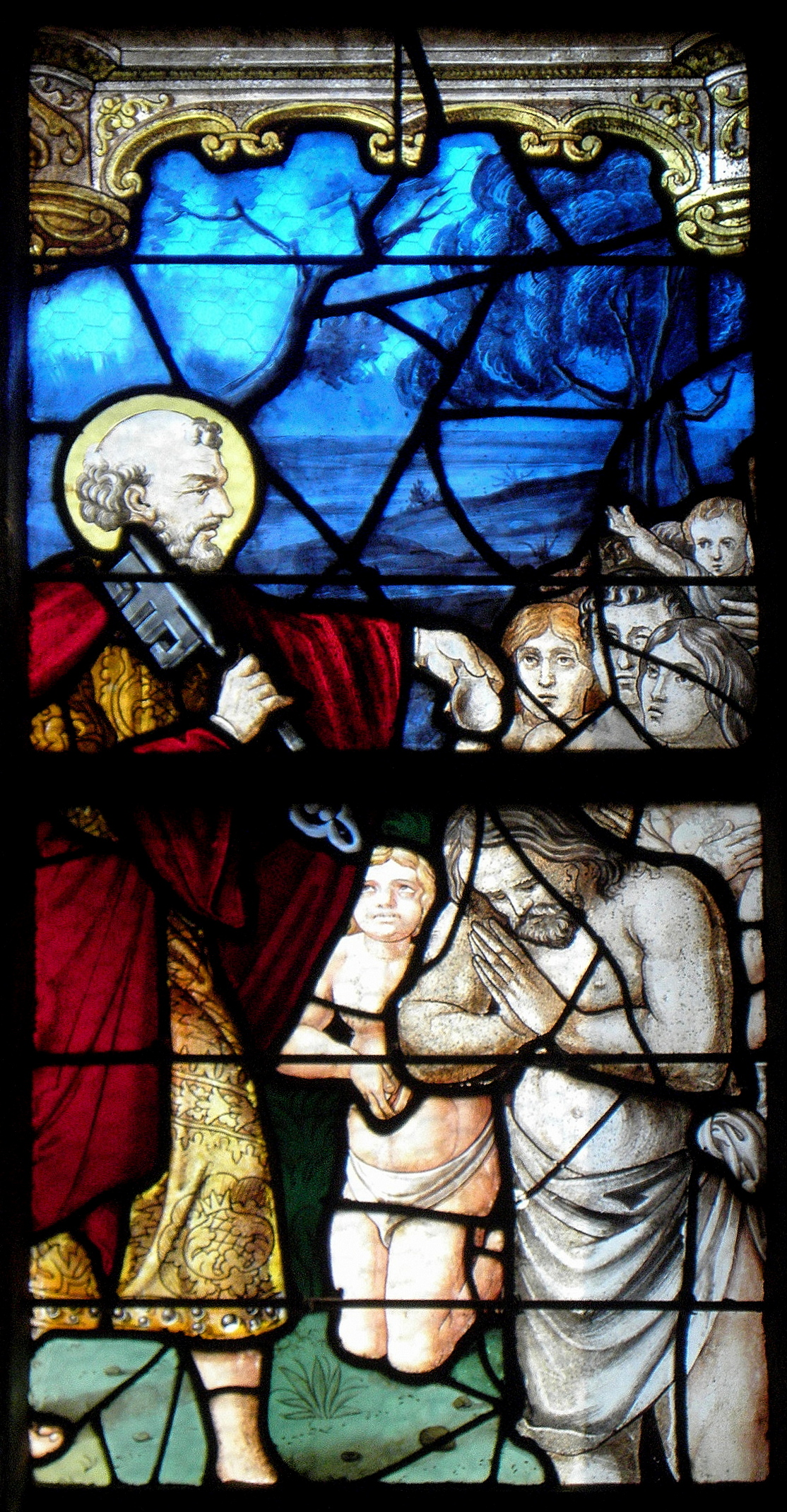
Petrus predigt
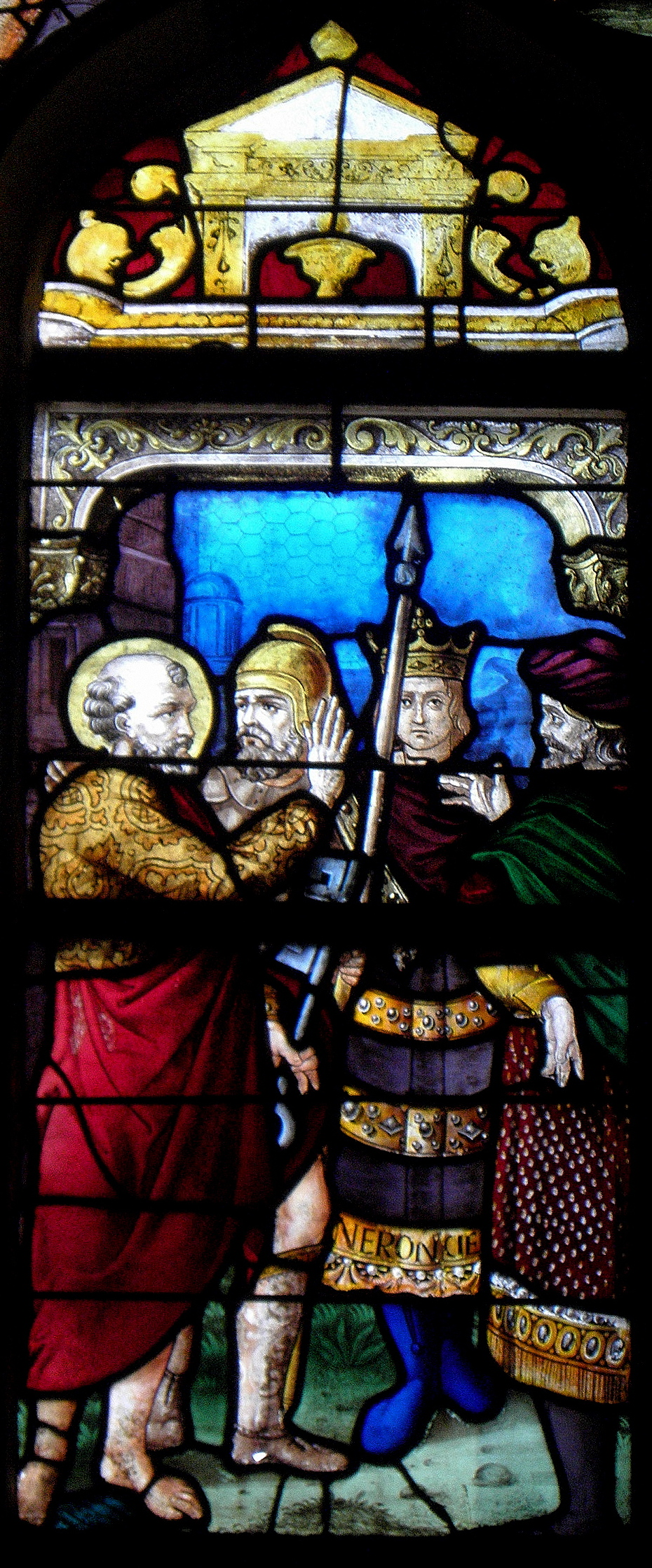
Petrus vor dem Kaiser Nero
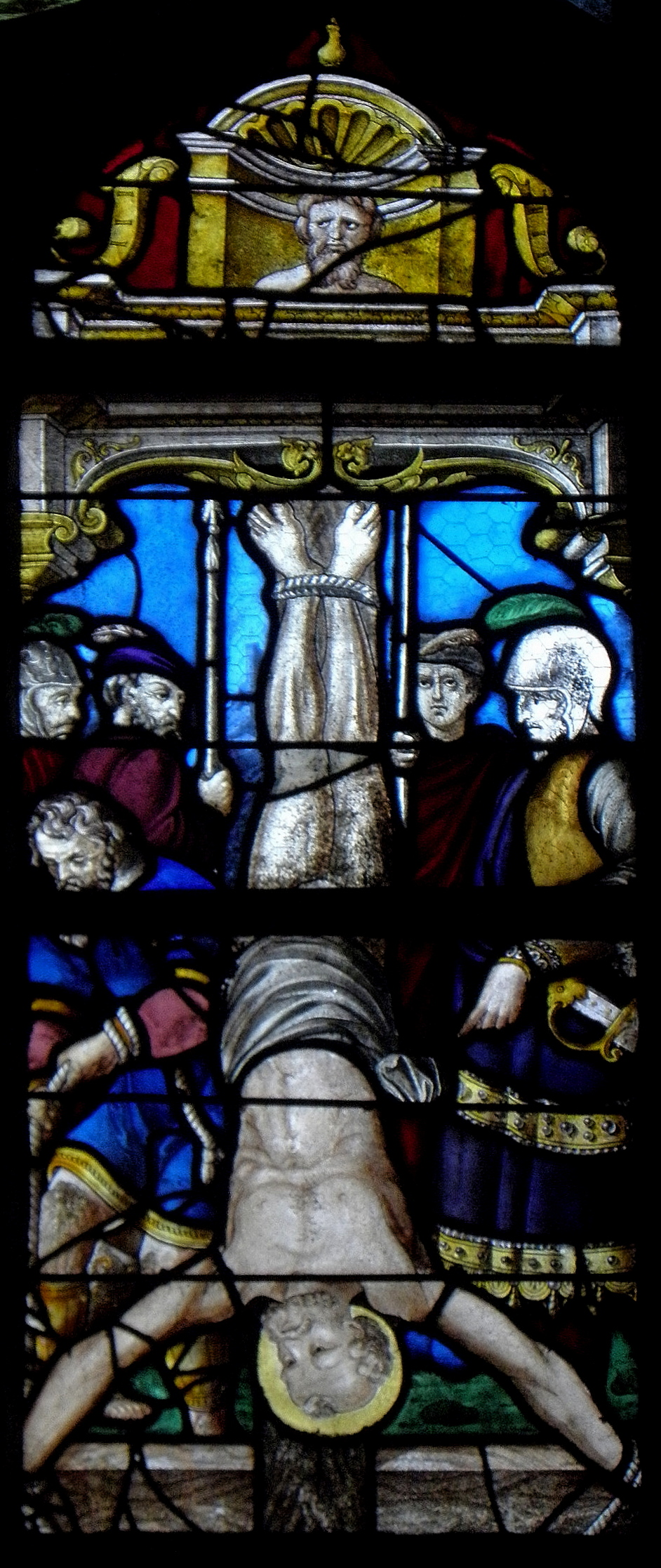
Petrus wird gekreuzigt